# Centro para la Difusión de la Música Contemporánea
El Centro para la Difusión de la Música Contemporánea, también conocido por sus siglas CDMC, forma parte del Instituto Nacional de las Artes Escénicas y de la Música (INAEM), que es un Organismo Autónomo del Ministerio de Cultura de España. El CDMC tiene encomendada la elaboración y puesta en práctica de actividades que fomenten el desarrollo de la creación musical actual. en
Cuenta para ello con unas líneas de actuación que históricamente se han aglutinado en series de conciertos realizadas en Madrid, ciudad donde tiene su sede, la dirección del Festival de Música Contemporánea de Alicante y la gestión del Laboratorio de Informática y Electrónica Musical (LIEM). Mantiene, a su vez, líneas de colaboración con diversas instituciones, principalmente a través de las comunidades autónomas, así como actuaciones puntuales con instituciones diversas como el Instituto Cervantes, el Instituto de la Juventud (INJUVE), el Colegio de España en París, la Casa de Velázquez, etc.
El CDMC desarrolla su temporada de conciertos madrileña en el Auditorio 400 del Museo Nacional Centro de Arte Reina Sofía desde la temporada 2005/2006, desde octubre a julio, cada lunes. También desarrolla un festival anual dedicado a las nuevas tecnologías musicales, Jornadas de Informática y Electrónica Musical, y que tienen lugar en el Museo Nacional Centro de Arte Reina Sofía al final de cada temporada de conciertos. Dentro del ámbito de las actividades del LIEM, se desarrollan de dos a tres programas anuales de cursos, conferencias y demostraciones en las que se invita a destacadas personalidades del ámbito de la tecnología musical y la creación electroacústica. Por su parte, el LIEM acoge regularmente a compositores y estudiantes de composición avanzados para que desarrollen proyectos musicales en sus instalaciones, situadas en el Museo Nacional Centro de Arte Reina Sofía.
Como apoyo a los compositores, el CDMC realiza una veintena de encargos anuales que se estrenan en sus conciertos.
El  año 2010 este centro desaparece y sus funciones son absorbidas por el CNDM (Centro Nacional de Difusión Musical)